# Kahlschlag (2018)
Kahlschlag ist ein deutscher Spielfilm von Max Gleschinski. Er feierte seine Weltpremiere am 24. Oktober 2018 auf den 52. Internationalen Hofer Filmtagen und wurde dort mit dem Förderpreis Neues Deutsches Kino prämiert.

## Handlung
Martin und Eric waren bereits seit Kindheitstagen die besten Freunde. Sie fuhren zum gemeinsamen Angeln an den Stausee und verliebten sich schließlich in dasselbe Mädchen: Frenni. Das unzertrennliche Trio verbrachte viele Jahre in der gemeinsamen Heimat, der mecklenburgischen Provinz – es war eine bodenständige Idylle, die nicht einmal Erics problematischer Zwillingsbruder Basti zerstören konnte.
Doch mittlerweile ist alles anders: Basti ist seit einigen Wochen tot, Martin und Frenni leben im gemeinsamen Einfamilienhaus, und zu Eric haben sie seit einem Zwischenfall keinen Kontakt mehr. Eines Tages steht Eric jedoch unerwartet vor der Tür des Paares. Er bittet seinen alten Freund Martin, ihn auf einen letzten Trip zum nahen Stausee zu begleiten.
Am Stausee will Eric Martin endlich mit allem konfrontieren, was ihn seit damals belastet und was er nie wirklich aussprechen konnte. Die Situation zwischen den beiden Freunden spitzt sich jedoch immer weiter zu und Martin erkennt nicht nur, wie sehr er seinen besten Freund verletzt hat, sondern auch, wozu dieser nun fähig ist. Wahrheiten, Ängste und Missverständnisse nehmen ihren Lauf.
Während der Angelausflug zu einem brutalen Katz-und-Maus-Spiel eskaliert, macht sich auch Frenni auf den Weg zum Stausee, um Schlimmeres zu verhindern.

## Produktion
Kahlschlag wurde von der im Jahre 2017 gegründeten „Von Anfang Anders Filmproduktion“ produziert. Ko-Produzenten waren Schwarzraum Media, die Rabauke Filmproduktion sowie das Institut für neue Medien Rostock. Gefördert wurde Kahlschlag von der Kulturellen Filmförderung Mecklenburg-Vorpommern. Weitere Finanzierungsbausteine waren ein Crowdfunding sowie die Unterstützung durch regionale Unternehmen.
Kahlschlag wurde ohne Beteiligung eines Fernsehsenders und ohne wirtschaftliche Filmfördermittel umgesetzt und ist der erste autark in Mecklenburg-Vorpommern produzierte Spielfilm. Eine Filmhochschule hat im Team niemand besucht.
Am 5. März 2020 feierte Kahlschlag seinen deutschlandweiten Kinostart.

## Kritik
„Max Gleschinskis Debütfilm zeigt, dass es fernab deutscher Filmförderung originelles Kino zu entdecken gibt. Sein Film ist Liebesdrama und Heimatthriller, erzählt in Rückblenden, aufgeladen mit Genre-Elementen und verortet in einer ostdeutschen Lebenswelt, die Raum bietet für die großen Fragen nach Klassenunterschieden, Perspektivlosigkeit und dem Zorn über das abwesende Glück.“

„Natürlich ist ‚Kahlschlag‘ Genrekino, das mit dröhnender Tonspur und Spaß an höllischen Gewaltkino-Effekten herumprotzt. In der Beschwörung eines geradezu shakespearehaften Liebeskonflikts aber beweist der Film einen seltenen Wagemut und riskiert zwischendurch sogar ein paar eher läppische Scherze über eine sächsische Touristenfamilie.“

„Sieht man von einigen ungelenken Regieeinfällen ab sowie einem sächsischen Pärchen, das als Running Gag über die Landstraße kurvt, vereint ‚Kahlschlag‘ vielversprechende Zutaten für einen gelungenen Genrefilm mit sozialkritischer Grundierung. Doch im Drehbuch herrscht zu viel Unordnung. Es ist mit Konflikten und Subtexten vollgepackt, etwa Naturmetaphern oder Anspielungen auf das mythologische Brüderpaar Romulus und Remus, die für mehrere Filme reichen würden. Das meiste davon hat zwar Potenzial, wird aber oft nur angeschnitten und wirkt dadurch unausgegoren.“

„Neben der Kameraführung von Jean-Pierre [Meyer-]Gehrke sind nicht zuletzt die Leistungen des zentralen Schauspiel-Trios bemerkenswert. Insbesondere Bernhard Conrad demonstriert in seiner Doppelrolle als Zwillingspaar einen beachtlichen Facettenreichtum; obendrein sind die intimen Momente zwischen Eric und Frenni von schmerzhafter Schönheit, wenn die beiden etwa zusammen in der Badewanne sitzen und dabei beinahe wie ein glückliches Paar aus einer Hollywood-Produktion wirken. Selten hat sich innige Liebe so grausam angefühlt wie in diesem Film. Mit einer bösen Schlusspointe und einer fiesen letzten Einstellung wird dies von Gleschinski konsequent zu Ende gebracht.“

## Auszeichnungen
Nach seiner Weltpremiere am 24. Oktober 2018 auf den 52. Internationalen Hofer Filmtagen gewann Kahlschlag dort den Förderpreis Neues Deutsches Kino. 2019 folgten Aufführungen auf zahlreichen deutschen und internationalen Filmfestivals, auf denen Bernhard Conrad und Maike Johanna Reuter für ihre Schauspielleistungen mit Filmpreisen ausgezeichnet wurden. Zudem wurde Kahlschlag auf dem Prague Youth Film Festival als Bester Debütfilm und Bester Spielfilm ausgezeichnet und gewann den Münchener Nachwuchspreis Camgaroo Award. Am 11. September 2020 gewann Bernhard Conrad für seine Doppelrolle als Eric und Basti den Deutschen Schauspielpreis in der Kategorie "Schauspieler in einer Hauptrolle".